# Amazonides intermedia
Amazonides intermedia là một loài bướm đêm trong họ Noctuidae.